# Gillian Gilks
Gillian Gilks (conocida también por su nombre de nacimiento, Gillian Perrin, y su segundo nombre de casada, Gillian Goodwin; Epsom, 20 de junio de 1950) es una deportista británica que compitió en bádminton para Inglaterra en las modalidades individual, dobles y dobles mixto.
Ganó cuatro medallas en el Campeonato Mundial de Bádminton entre los años 1977 y 1987, y dieciocho medallas en el Campeonato Europeo de Bádminton entre los años 1968 y 1986. Además, consiguió una medalla de oro en los Juegos Mundiales de 1981.

## Palmarés internacional
| Representando a Inglaterra |                           |                   |              |
| Campeonato Mundial         |                           |                   |              |
| Año                        | Lugar                     | Medalla           | Prueba       |
| 1977                       | Malmö (Suecia)            | Medalla de plata  | Individual   |
| 1977                       | Malmö (Suecia)            | Medalla de plata  | Dobles mixto |
| 1983                       | Copenhague (Dinamarca)    | Medalla de bronce | Dobles       |
| 1987                       | Pekín (China)             | Medalla de bronce | Dobles mixto |
| Campeonato Europeo         |                           |                   |              |
| Año                        | Lugar                     | Medalla           | Prueba       |
| 1968                       | Bochum (RFA)              | Medalla de plata  | Dobles       |
| 1968                       | Bochum (RFA)              | Medalla de plata  | Dobles mixto |
| 1970                       | Port Talbot (Reino Unido) | Medalla de plata  | Dobles mixto |
| 1970                       | Port Talbot (Reino Unido) | Medalla de bronce | Dobles       |
| 1972                       | Karlskrona (Suecia)       | Medalla de oro    | Dobles       |
| 1972                       | Karlskrona (Suecia)       | Medalla de oro    | Dobles mixto |
| 1972                       | Karlskrona (Suecia)       | Medalla de plata  | Individual   |
| 1974                       | Viena (Austria)           | Medalla de oro    | Individual   |
| 1974                       | Viena (Austria)           | Medalla de oro    | Dobles       |
| 1974                       | Viena (Austria)           | Medalla de oro    | Dobles mixto |
| 1976                       | Dublín (Irlanda)          | Medalla de oro    | Individual   |
| 1976                       | Dublín (Irlanda)          | Medalla de oro    | Dobles       |
| 1976                       | Dublín (Irlanda)          | Medalla de oro    | Dobles mixto |
| 1982                       | Böblingen (RFA)           | Medalla de oro    | Dobles       |
| 1982                       | Böblingen (RFA)           | Medalla de oro    | Dobles mixto |
| 1984                       | Preston (Reino Unido)     | Medalla de oro    | Dobles mixto |
| 1984                       | Preston (Reino Unido)     | Medalla de plata  | Dobles       |
| 1986                       | Uppsala (Suecia)          | Medalla de oro    | Dobles mixto |